# 謝文獻
謝文獻，華容人，明朝政治人物。
舉人出身。成化二十三年，接替陳昱，擔任南直隶常州府宜興縣知縣，后由陳策接任知縣。